# Xyridaceae
Xyridaceae C.Agardh, 1823 è una famiglia di piante angiosperme dell'ordine Poales.

## Tassonomia
La famiglia comprende i seguenti generi:
- Abolboda Bonpl. (21 specie)
- Achlyphila Maguire & Wurdack (1 sp.)
- Aratitiyopea Steyerm. & P.E.Berry (1 sp.)
- Orectanthe Maguire (2 spp.)
- Xyris Gronov. ex L. (383 spp.)